# Ecdiesteroide

Estructura química del ecdiesteroide ecdisona

Los ecdiesteroides  son hormonas de muda y sexuales presentes en los insectos y otros artrópodos  las cuales incluyen a la ecdisona y sus homólogas tales como la 20-hidroxiecdisona. Los ecdiesteroides se encuentran también en otros invertebrados donde cumplen una variedad de funciones. Los fitoecdiesteroides pueden aparecer en muchas plantas mayoritariamente como una protección contra insectos herbívoros.